# Helga Schultze
Helga Schultze, nota anche, dopo il matrimonio, come Helga Hösl-Thaw (2 febbraio 1940 – 12 settembre 2015), è stata una tennista tedesca.

## Biografia
Durante la sua carriera giunse in finale nel doppio al Roland Garros nel 1964 perdendo contro la coppia composta da Margaret Smith Court e Lesley Turner Bowrey in due set (6-3, 6-1), la sua compagna nell'occasione era Norma Baylon.
Giunse al terzo turno al torneo di Wimbledon del 1968 e nella stessa competizione nel singolare giunse sempre al terzo turno venendo sconfitta da Lesley Bowrey in due set.
Nel singolare giunse nelle semifinali alle Internazionali di Francia del 1964 venendo sconfitta da Margaret Smith Court. Vinse 10 anni dopo lo Swiss Open nel 1974 sconfiggendo in finale Lea Pericoli per 4–6, 6–4, 6–3.